# Brahmina darcisi
Brahmina darcisi är en skalbaggsart som beskrevs av Edmund Reitter 1902. Brahmina darcisi ingår i släktet Brahmina och familjen Melolonthidae. Inga underarter finns listade.